# ヒヤリ・ハット
ヒヤリ・ハットとは、重大な災害や事故には至らないものの、直結してもおかしくない一歩手前の事例の認知をいう。文字通り、「突発的な事象やミスにヒヤリとしたり、ハッとしたりするもの」である。
「ヒヤリ」を「ひやり」、「ハット」を「ハッと」「はっと」と表記することもある。
この語は1970年代にはすでに使用されていた。

## 概要

1件の重大なトラブル・災害の裏には、29件の軽微なミスと300件のヒヤリ・ハットがあるとされる。詳細は、ハインリッヒの法則を参照のこと。

ヒヤリ・ハットは、結果として事故などの危難に至らなかったものであるので、見過ごされてしまうことがある。
危難が発生した際には、その前に多くのヒヤリ・ハットが潜んでいるおそれがあるため、ヒヤリ・ハットの事例を収集・分析し危難を予防することが望まれる。そこで、職場や作業現場などではあえて各個人が経験したヒヤリ・ハットの情報を公開し蓄積または共有することによって、危難の発生を未然に防止する活動が行われている。
この活動の根拠として、「重大事故の陰に29倍の軽度事故と、300倍のニアミスが存在する」ということを示したハインリッヒの法則がある。
このような活動は、ヒヤリ・ハット・キガカリ活動とも呼ばれる。

## 医療現場
医療におけるヒヤリ・ハットは、医療的準則に従った医療行為が行われなかった（人的なエラーが発生した）が結果として被害（不利益）が生じなかった事例に使われる。看護学においても普及した言葉であり、厚生労働省が発表する「リスクマネージメントマニュアル作成指針」にも定義されている。近年医療事故が社会問題に発展する中、「ヒヤリ・ハット」をマスコミ等が「医療ミス」と表現する場合があるが、これは完全な誤用である。
患者に被害が生じた場合はインシデント・レポートと呼ばれる報告義務が存在する。

### ヒヤリ・ハットの典型例
- ある医療行為が実際には実施されなかったけれども、仮に実施したら、患者に被害が発生したと予想される場合。

（例）間違った内服薬を患者に渡したが、患者がいつもの薬と違うことに気づき、実際には内服しなかった。
- ある医療行為が実際に実施されたけれども、結果的に患者に被害は無かった場合。

（例）患者は間違った薬を渡されたため渡された内服薬をそのまま内服してしまったが、実際にはそれによって健康被害を起こさなかった。患者からのクレームもなかった。

### ヒヤリ・ハット事例の活用
ニアミスが続くと医療事故にもつながるおそれがあるため「ヒヤリ・ハット」の事例を記録し蓄積または共有することによって、医療事故の防止・医療安全に役立てられている。

## ヒヤリ・ハットマップ
災害や事故に至る前の事例発見ヒヤリ・ハットを日常生活の視点で記載した地域地図をいう。
自治会や警察署などを中心に、地域の交通事故多発地帯、大きな段差のある場所、蓋のされていない側溝、街路樹や看板で見通しの悪い交差点、信号のない交差点など日常生活でヒヤリ・ハットに繋がりうる場所を記す。学校では児童・生徒・保護者、自治会では高齢者や車椅子利用者などが自ら地域を回り、各々の目線で危険な場所を確認し地図を作り上げる活動も行なわれている。

### 応用

#### 企業
工場敷地での車やフォークリフトの往来による敷地内事故を防止するために用いられる。

#### 学校
通学路や、公園周辺の信号のない交差点、不審者が出没し良い場所などを確認し児童・生徒が自身を守るために用いられる。